# 4129 Richelen
4129 Richelen eller 1988 DM är en asteroid i huvudbältet som upptäcktes den 22 februari 1988 av den australiensiske astronomen Robert H. McNaught vid Siding Spring-observatoriet. Den är uppkallad efter Richard A. Keen och Helen C. Duran.
Asteroiden har en diameter på ungefär 5 kilometer.